# Irizar
Irizar S.Coop. – hiszpańskie przedsiębiorstwo branży motoryzacyjnej zajmujące się produkcją nadwozi autobusowych, w szczególności do autokarów. Siedziba przedsiębiorstwa mieści się w Ormaiztegi, w Kraju Basków.

## Historia

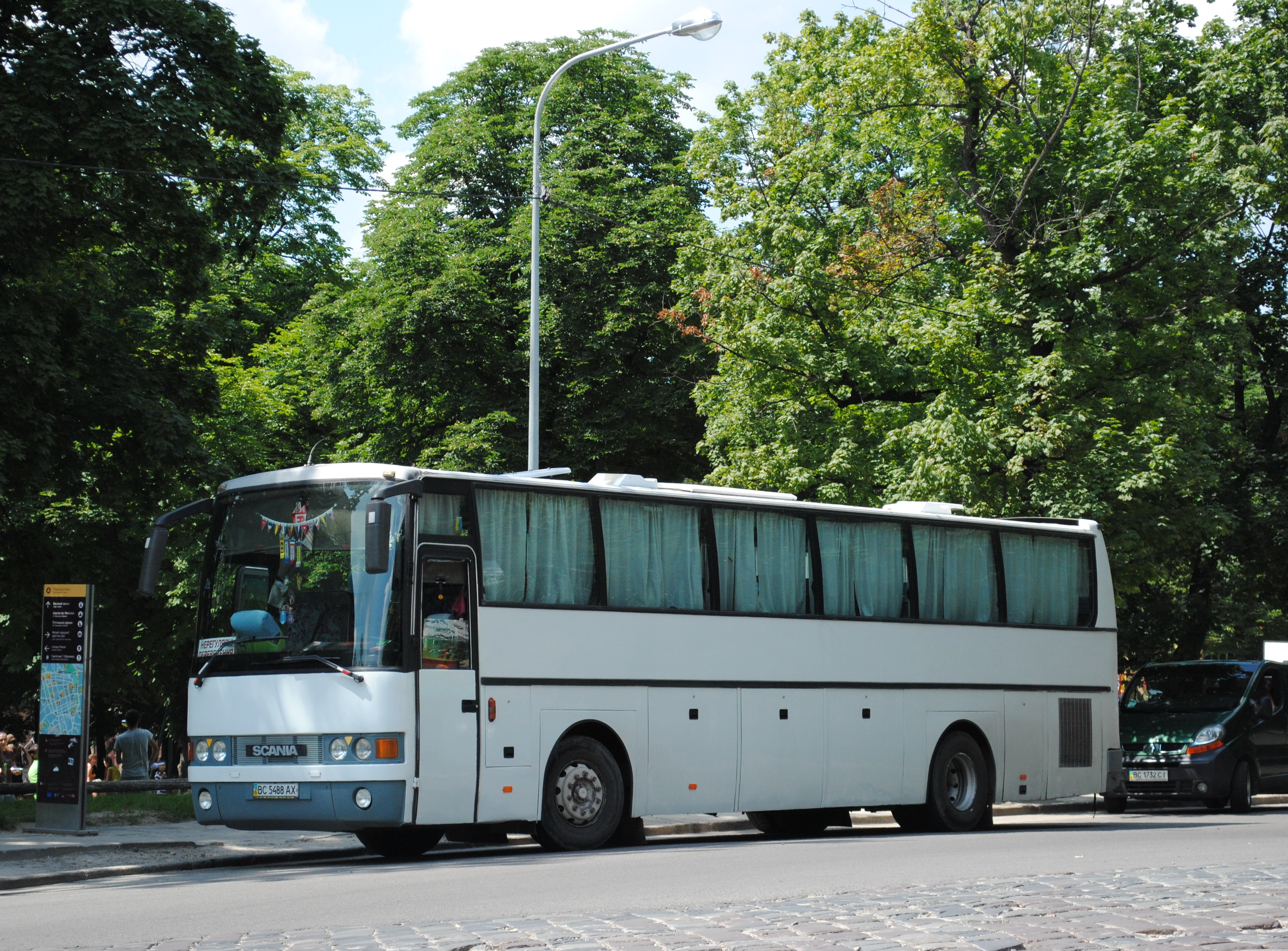
Irizar Everest

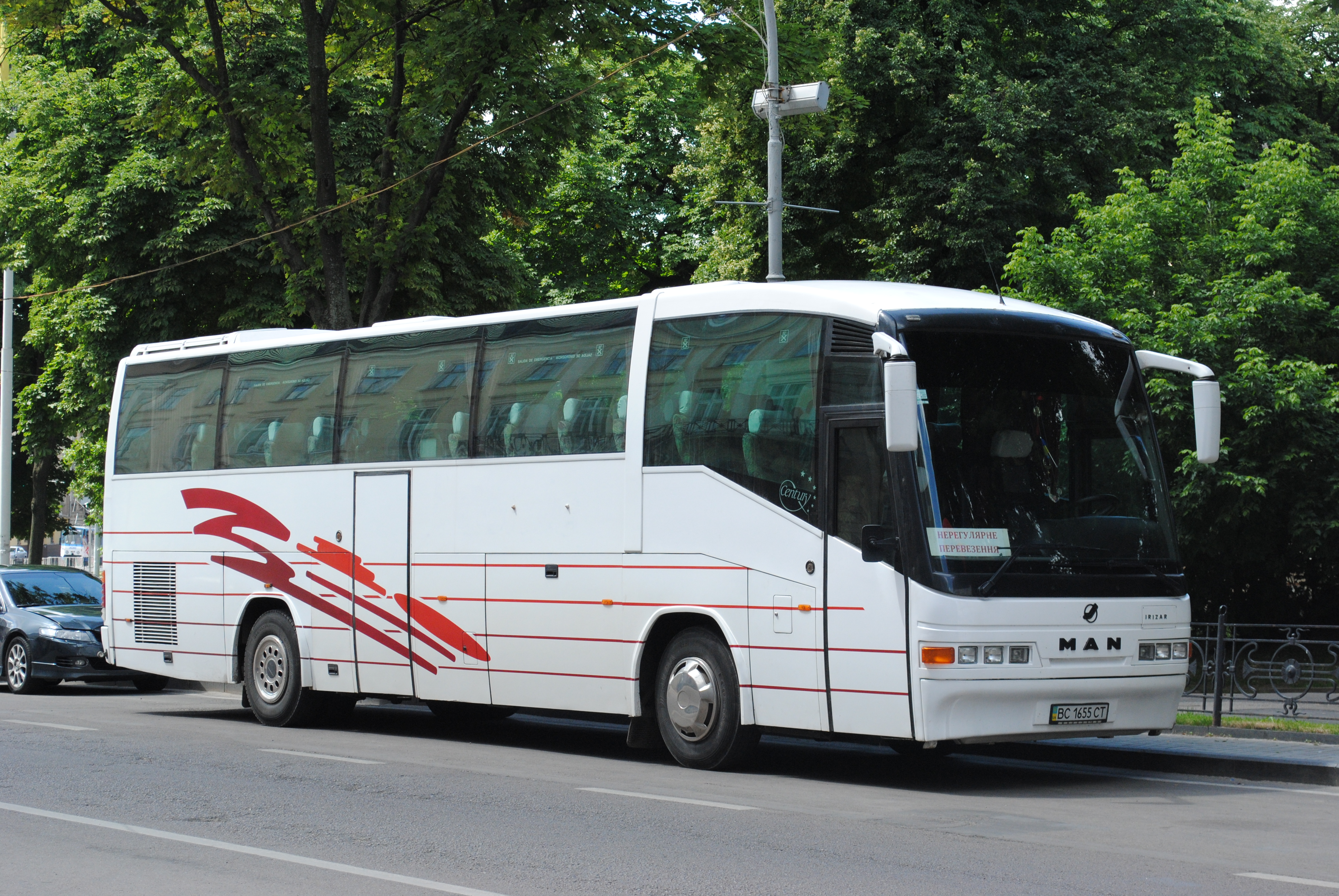
Irizar Century w pierwotnej wersji

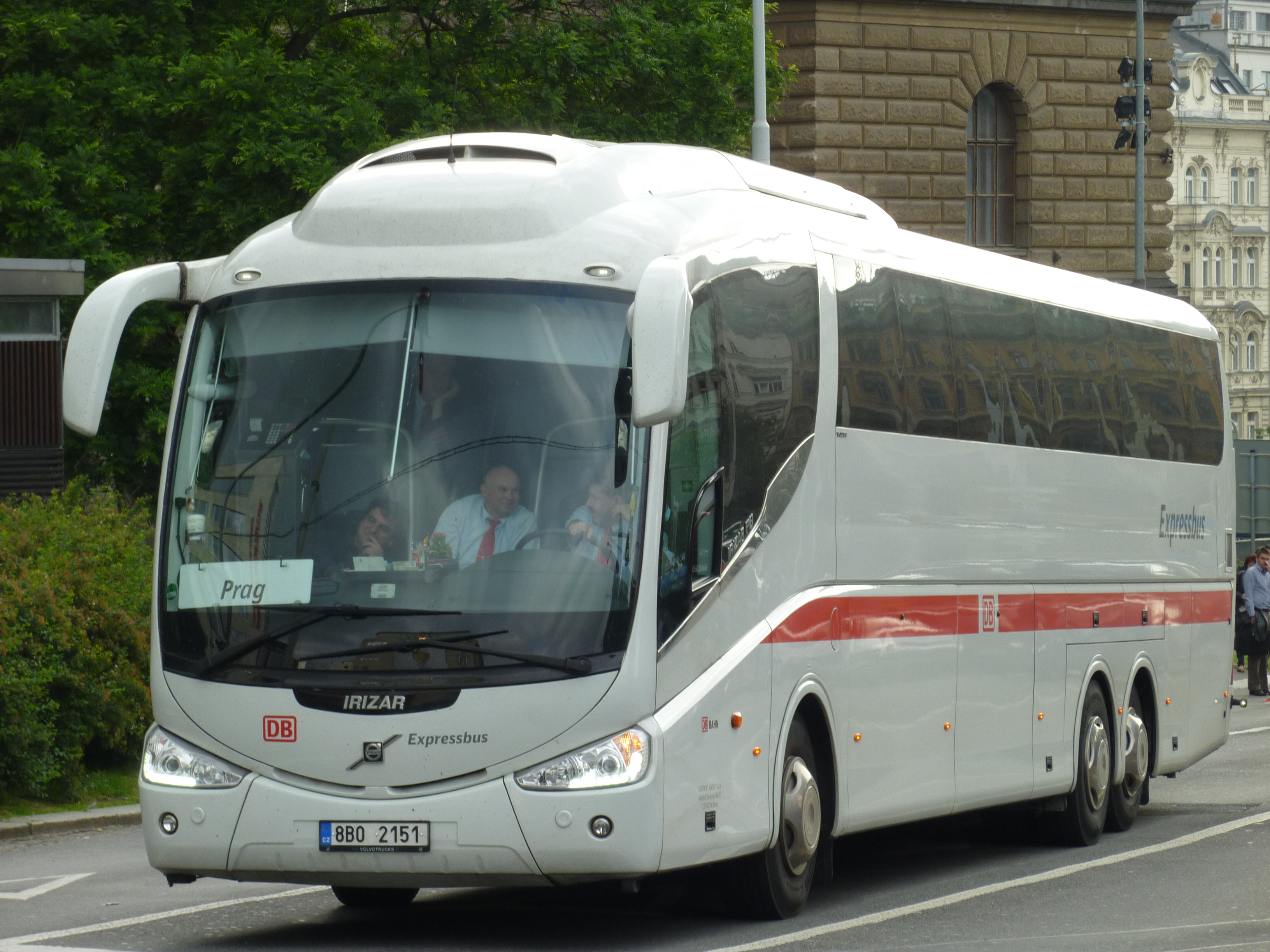
Irizar PB

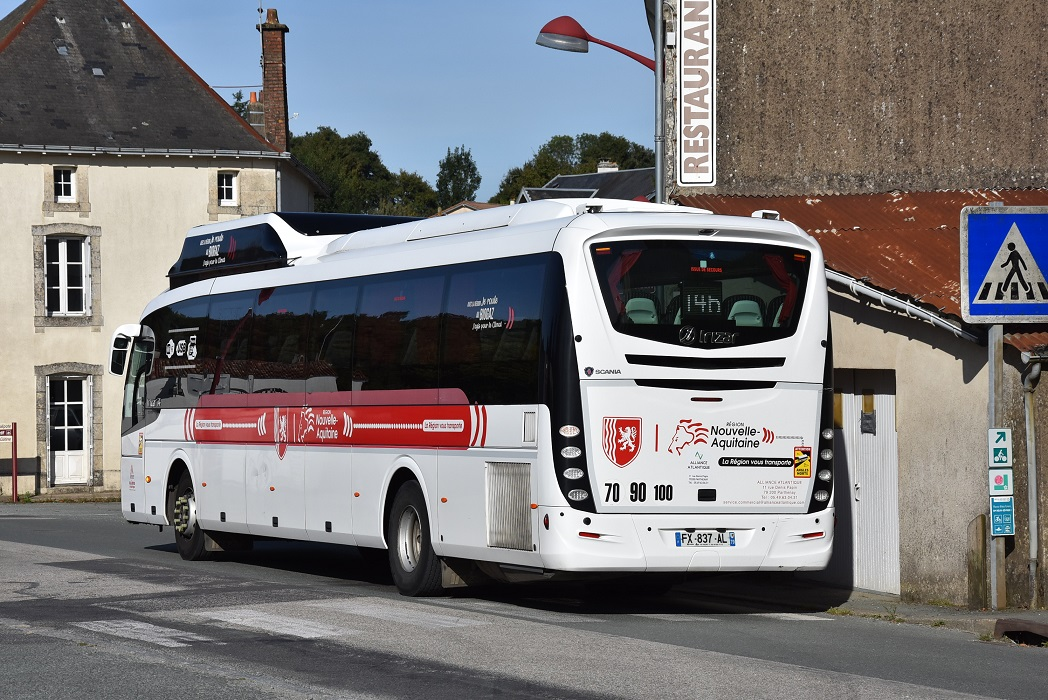
Irizar i4 biogaz, Francja

Przedsiębiorstwo Irizar zostało założone w 1889 przez José Antonio Irizara. Początkowo była to manufaktura produkująca jedynie elementy do produkcji dyliżansów, jednak jeszcze w XIX w. rozpoczęto wytwarzanie całych dyliżansów. Po zakończeniu I wojny światowej zaczęto myśleć o zastępowaniu zwierząt pociągowych siłą maszyn. W 1928 przedsiębiorstwo Irizar wyprodukowało pierwszy pojazd napędzany silnikiem spalinowym. Był to 22-miejscowy autobus, którego konstrukcję oparto na podwoziu sprowadzanym z Francji. W 1948 powstała pierwsza konstrukcja autobusu wykonana z metalu. W 1950 powstał model „Rubia”, który był jednocześnie połączeniem autobusu oraz samochodu ciężarowego. Rok później w zakładach Irizar powstał pierwszy model autobusu piętrowego. W 1952 skonstruowano natomiast na bazie podwozia Büssing model piętrowego autobusu miejskiego, w którym zastosowano innowacyjne rozwiązanie pokrywania blachą drewnianego szkieletu pojazdu.
Od tego czasu rozpoczęła się sprzedaż autobusów poza Kraj Basków do innych części Hiszpanii. W latach 1956–1957 Irizar zaprezentował dwa ważne dla historii przedsiębiorstwa modele – piętrowy autobus oparty na nowym podwoziu oraz silniku produkcji Pegaso, a także autokar będący jednym z najbardziej luksusowych tego typu pojazdów na rynku. Oba autobusy wyróżniały się designem oraz nowoczesnymi rozwiązaniami technicznymi. W latach 50. XX w. Irizar produkował także autobusy przeznaczone dla komunikacji miejskiej, które trafiły m.in. do San Sebastian. Pod koniec tej dekady w przedsiębiorstwie nastąpiła zmiana struktury własnościowej, w wyniku której od 1960 Irizar stał się przedsiębiorstwem państwowym.
W latach 60. XX w. nastąpiła kolejna zmiana struktury własnościowej Irizar. W 1963 przedsiębiorstwo stało się spółdzielnią z 60 pracownikami-współwłaścicielami. W 1967 zaprezentowano model Dinam, który stał się sztandarowym autokarem producenta. Był wyposażony w świetlik w dachu i przesuwne okna, a w wersji luksusowej także w klimatyzację. Został wdrożony do produkcji dwa lata po premierze. W 1970 Irizar wyprodukował pierwszy autokar z klimatyzacją na rynek hiszpański, co umocniło go na pozycji lidera na hiszpańskim rynku autobusów turystycznych. W 1972 nowy model Korosti został wyróżniony nagrodą dla najlepszego hiszpańskiego autokaru. W kolejnych latach zaprezentowano kolejne modele autokarów Urko i Urepel. Oprócz sprzedaży na rodzimym rynku, dla producenta coraz ważniejszy stawał się eksport swoich pojazdów, głównie do Francji i Izraela.
Przełomowym wydarzeniem w historii spółki było zaprezentowanie w 1989 – w stulecie założenie przedsiębiorstwa – nowego modelu Irizar Century. Równolegle zaprzestano produkcji autobusów lokalnych i miejskich na rzecz wyłącznie produkcji autokarów. Nowy model spotkał się z dużym zainteresowaniem ze strony przewoźników. Nadwozie wyróżniało się nowoczesną i niespotykaną jak na tamte czasy stylistyką, a także szeregiem rozwiązań niedostępnych w modelach innych producentów. Atutem było także duże zróżnicowanie wielkości pojazdów – w ramach modelu Century oferowano autokary klasy midi, maxi oraz mega. W ciągu ponad 20 lat produkowania modelu Century z wieloma zmianami technicznymi, sprzedano go w liczbie ponad 20 tys. sztuk na podwoziach kilku producentów.
Na początku lat 90. w zakładach w Ormaiztegi zatrudnionych było 350 osób, a produkcja wzrosła do dwóch pojazdów na dzień. W 1995 Irizar postawił pierwszy krok ku zwiększeniu sprzedaży swoich produktów poza Europą, otwarto wówczas fabrykę autobusów w Chinach. W 1997 powstał oddział w Maroku, natomiast w 1998 w Brazylii. W tym samym roku utworzono także oddział Irizar Mexico. W 2001 powstała fabryka w Indiach, a w 2004 w Południowej Afryce. W tym czasie do grupy Irizar włączone zostały przedsiębiorstwa Hispacold (systemy klimatyzacji w autobusach) i Masats (wyposażenie autobusów).
W 2001 do produkcji wprowadzono nowy sztandarowy model Irizar PB. Wyróżniał się on designem, wieloma nowoczesnymi rozwiązaniami technicznymi, niewielkim oporem aerodynamicznym, a także wysokim komfortem i niezawodnością przy stosunkowo niewysokiej cenie. Szybko stał się jednym z najpopularniejszych modeli autokarów turystycznych w Europie. Irizar PB został wyróżniony międzynarodowym tytułem Autokar Roku 2004. W 2007 Irizar powrócił do produkcji autobusów międzymiastowych, prezentując model i4. Model ten był pierwszym autokarem w historii przedsiębiorstwa produkowanym nie tylko jako zabudowa podwozia, ale także jako konstrukcja integralna. Do produkcji autokarów Irizar wykorzystywane były głównie podwozia Mercedes-Benz, Volvo, Iveco, MAN i Scania. Jednocześnie wycofano się z produkcji autobusów na terenie Chin i Indii.
W 2010 zapowiedziano wejście do produkcji nowej serii autokarów turystycznych. Zapoczątkowała je premiera modelu Irizar i6, który zastąpił model Century. W latach 2015–2016 zaprezentowano natomiast kolejne dwa autokary – i6S stanowiący rozwiniętą wersję i6 oraz i8 będący najbardziej luksusowym autokarem w ofercie. Te dwa modele zastąpiły model PB. Irizar i8 został wyróżniony tytułem Autokar Roku 2018.
Jednocześnie Irizar ponownie do produkcji wdrożył autobusy miejskie. W 2012 zaprezentowano niskowejściowy model Irizar i3 przeznaczony do obsługi tras podmiejskich. Dwa lata później w ramach europejskiego programu na rzecz bezemisyjnego transportu miejskiego ZeEUS do produkcji wszedł elektryczny model i2e, a w 2016 Irizar wprowadził także hybrydowe wersje modeli i3 i i4. W 2017 zaprezentowano 18-metrowy autobus przegubowy na bazie modelu i2e, który nazwano „ie tram”.
W 2017 Irizar miał 8% udział w europejskim rynku autobusów elektrycznych. W maju 2018 otwarto nową fabrykę autobusów w Adunie, która specjalizuje się jedynie w produkcji autobusów elektrycznych.
5 marca 2021 Irizar stał się pierwszym producentem autobusów w Europie, którego zmodyfikowany do jazdy w pełni autonomicznej, 12-metrowy elektryczny autobus wyjechał na zwykłą drogę publiczną. Rozpoczął on regularne kursowanie w ok. półmilionowej Maladze, na trasie z centrum do portu.

## Modele
| Model      | Typ                                                        | Integralny/zabudowa na podwoziu     | Rozpoczęcie produkcji | Zdjęcie |        |
| ---------- | ---------------------------------------------------------- | ----------------------------------- | --------------------- | ------- | ------ |
| Irizar i8  | Wysokopokładowy autokar turystyczny                        | Integralny lub zabudowa na podwoziu | 2016                  |         | [ 8 ]  |
| Irizar i6S | Wysokopokładowy autokar turystyczny                        | Integralny lub zabudowa na podwoziu | 2016                  |         | [ 9 ]  |
| Irizar i6  | Wysokopokładowy autokar turystyczny                        | Integralny lub zabudowa na podwoziu | 2011                  |         | [ 6 ]  |
| Irizar i4  | Średniopodłogowy lub niskowejściowy autobus międzymiastowy | Integralny lub zabudowa na podwoziu | 2007                  |         | [ 15 ] |
| Irizar i3  | Niskowejściowy autobus regionalny                          | Integralny lub zabudowa na podwoziu | 2012                  |         | [ 16 ] |
| Irizar i2e | Elektryczny autobus miejski                                | Integralny                          | 2014                  |         | [ 10 ] |

## Produkcja

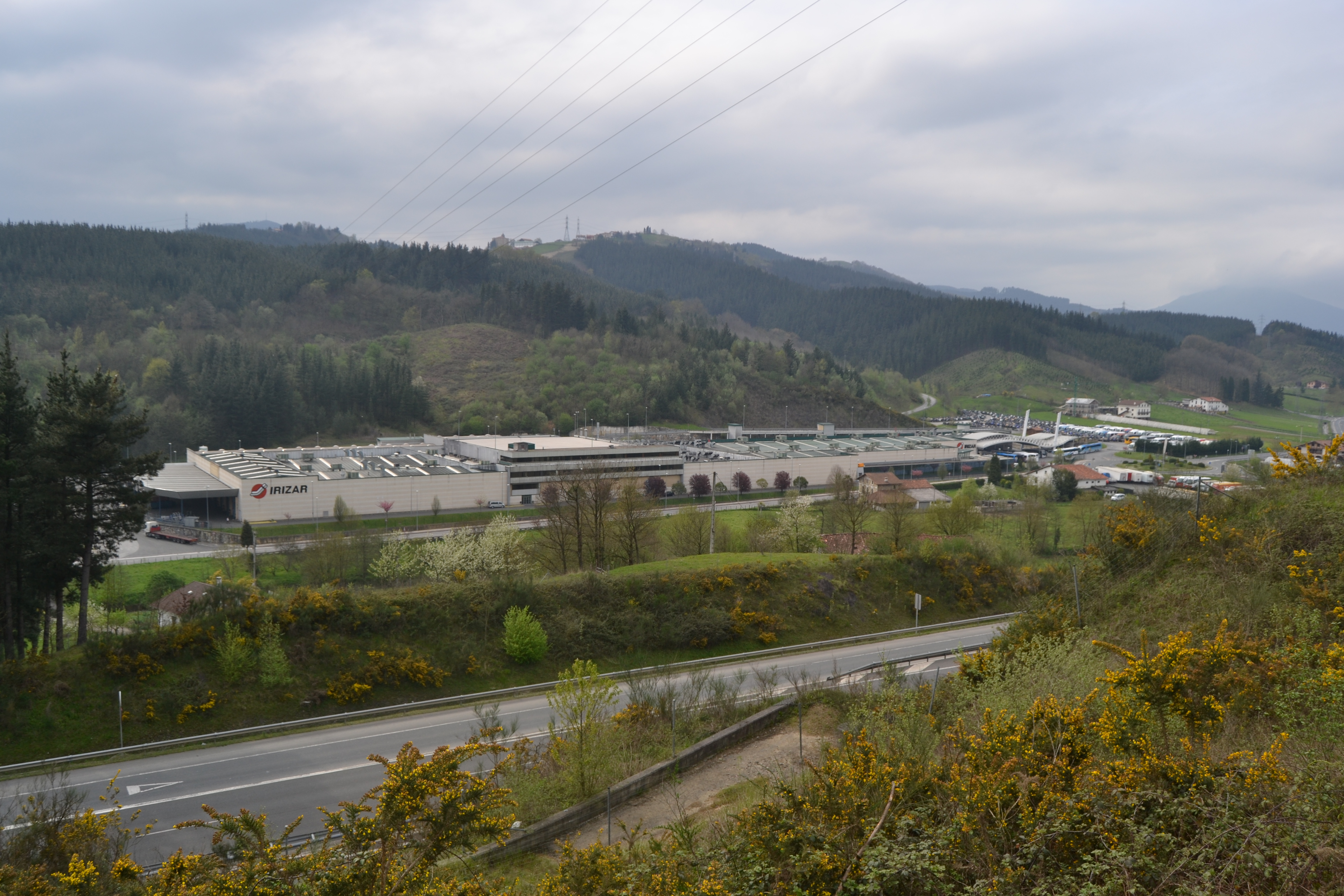
Zakłady Irizar w Ormaiztegi

We wszystkich zakładach Irizar produkowanych jest około 3 tysięcy autobusów rocznie, z czego niecała połowa powstaje w fabryce w Ormaiztegi, natomiast pozostałe w zakładach produkcyjnych w innych regionach świata. 1/3 z tych pojazdów to konstrukcje integralne, natomiast pozostałe to zabudowy podwozi producentów. W 2010 wykorzystywane były podwozia następujących producentów: Scania (24,5% produkcji), Mercedes-Benz (12,5%), Volvo (7,5%), MAN (6,4%) i Iveco (2,4%), a na rynek indyjski także Ashok Leyland. W Polsce najpopularniejsze są autokary na podwoziu Scania. Polityka producenta zakłada stopniowe zwiększanie udziału konstrukcji integralnych w produkcji.
Łącznie zatrudnienie wynosi około 3 tysięcy pracowników, z czego ponad 700 osób na terenie Hiszpanii.
Przedsiębiorstwo posiada specyficzną formę organizacji polegającą na horyzontalizmie. Działy ściśle ze sobą współpracują, m.in. poprzez regularne spotkania pracowników, na których wspólnie podejmowane są decyzje o strategii działań. Nie funkcjonują w firmie typowi menadżerowie oraz "starsi pracownicy", których zadaniem miałoby być zarządzanie podległymi mu osobami. Każdy dział jest wewnętrznie zarządzany przez pracowników. Co 6 miesięcy wybierani są team leaderzy, którzy koordynują prace działów.

### Oddziały
- Irizar S.Coop. – główna siedziba i zakład produkcyjny w Ormaiztegi na terenie Hiszpanii;
- Irizar Brazil – oddział i zakład produkcyjny w São Paulo w Brazylii;
- Irizar Morocco – oddział i zakład produkcyjny w stolicy Maroka, w Rabacie;
- Irizar Mexico – oddział i zakład produkcyjny w Querétaro w Meksyku;
- Irizar Southern Africa – oddział i zakład produkcyjny w Centurion w Południowej Afryce[20].

Irizar posiada swoje przedstawicielstwa na terenie 90 państw, a do 71 z nich sprzedano autobusy hiszpańskiego producenta.